# Миљијара 56 III (Латина)
Миљијара 56 III је насеље у Италији у округу Латина, региону Лацио.
Према процени из 2011. у насељу је живело 157 становника. Насеље се налази на надморској висини од 40 м.